# Edward de Kent
Pour les articles homonymes, voir Édouard, prince du Royaume-Uni.
Edward, duc de Kent, né le 9 octobre 1935 à Belgrave Square à Londres, est un membre de la famille royale britannique, petit-fils du roi George V.
Il porte le titre de duc de Kent depuis 1942 et également les titres subsidiaires de comte de St. Andrews et de baron Downpatrick.

## Biographie

### Naissance et famille
Edward George Nicholas Patrick Paul Windsor est le fils aîné de George de Kent et de Marina de Grèce, le petit-fils du roi George V, le neveu des rois Édouard VIII et George VI, le cousin germain de la reine Élisabeth II et le frère de la princesse Alexandra de Kent et du prince Michael de Kent. Après sa carrière militaire, soit de 1976 à 2001, il est vice-président du British Trade International.

### Activités associatives
De 1969 à 2021, le duc de Kent est président du All England Lawn Tennis and Croquet Club qui organise chaque année le tournoi de Wimbledon, il présentait la coupe au vainqueur du simple messieurs. Il est également grand maître de la Grande Loge unie d'Angleterre (depuis 1968), Chancelier de l'Université de Surrey (depuis 1976), président de l'Association des Scouts et parrain de la Kent County Agricultural Society.
Dans le domaine culturel, le duc de Kent est le parrain de Wigmore Hall (depuis 2016), de l'Orchestre Philharmonique de Londres, du Canterbury Cathedral Trust.
En tant que parrain de The British-German Association et de The Dresden Trust (afin de reconstruire la Frauenkirche), c'est lui qui représente la famille royale britannique en 2015 aux cérémonies des 70 ans du bombardement de la ville. Il reçoit le Prix Dresde de la Paix 2015 pour ses activités en faveur de la réconciliation entre les deux pays.

### Engagements officiels
En 2016, le duc de Kent a effectué 159 activités officielles (149 en Grande-Bretagne et 10 à l'étranger).
Depuis 2025, le duc de Kent figure en 42e position dans l'ordre de succession au trône britannique. À sa naissance, il était en 7e position derrière ses oncles (les futurs Édouard VIII et George VI), ses cousines les princesses Élisabeth et Margaret, son oncle le duc de Gloucester et son père le 1er duc de Kent (cr. 1934).
Après la mort du duc d'Édimbourg, le duc de Kent est chargé d'accompagner la reine lors des cérémonies du Trooping the Colour en 2021 et 2022,.
Il est le doyen de la famille royale britannique depuis la mort d'Élisabeth II, le 8 septembre 2022.

### Carrière militaire
Le prince Edward est diplômé de l'Académie royale militaire de Sandhurst. Le 29 juillet 1955 en tant que sous-lieutenant au Royal Scots Greys, le duc commence une carrière militaire de plus de 20 ans. Promu capitaine le 29 juillet 1961, il sert à Hong Kong en 1962-1963, puis plus tard au sein du commandement de l'est. Il est promu au grade de major le 31 décembre 1967. En 1970, il commande un escadron à Chypre, dans un régiment de la force de l'ONU. Il est promu lieutenant-colonel le 30 juin 1973.
Le duc prend sa retraite de l'armée le 15 avril 1976, et est ensuite promu major-général le 11 juin 1983 puis Field Marshal, le 11 juin 1993. Il a aussi été colonel honoraire des Scots Guards jusqu'au 14 avril 2024. Il cède le poste de colonel au duc d'Édimbourg. Il s'est rendu auprès des troupes britanniques en Irak en 2008. En tant qu'aide de camp personnel de la reine Elisabeth II, il la représente chaque année à de nombreuses cérémonies. Le duc de Kent est aussi le président de la Commonwealth War Graves Commission, de l'Army and Navy Club, de la Duke of York's Royal Military School, de la Royal Air Force Benevolent Fund, et de la Royal United Services Institute for Defence and Security Studies.
Le duc de Kent est le parrain du National Army Museum, du Royal Air Force Charitable Trust, du Royal Armoured Corps War Mémorial Benevolent Funt, et de Scots Guards Association.

### Famille et descendance
Le 8 juin 1961, il épouse Katharine Worsley à la cathédrale d'York, fille de Sir William Arthington Worsley, 4e baronnet, et de sa femme Joyce Morgan. Elle se convertit au catholicisme « avec la permission de la reine » en 1994. Ils vivent séparés mais apparaissent encore ensemble lors d'événements familiaux.
Le duc et la duchesse de Kent ont trois enfants :
- George Windsor (né le 26 juin 1962), comte de St Andrews, marié à Sylvana Tomaselli, dont descendance.
- Lady Helen Windsor (née le 28 avril 1964), mariée à Timothy Verner Taylor, dont descendance.
- Lord Nicholas Windsor (né le 25 juillet 1970), converti au catholicisme en 2001, marié à Paola Doimi de Frankopan, dont descendance.

Le 5 octobre 1977, la duchesse de Kent met au monde leur quatrième enfant, un fils mort-né, Patrick.

## Titulature
En tant que petit-fils de souverain, il est prince du Royaume-Uni de Grande-Bretagne et d'Irlande du Nord avec le prédicat d’altesse royale. N'étant pas fils du souverain, il porte le nom lié au titre de son père, c’est-à-dire de Kent. Étant le fils aîné du duc de Kent, il hérite du duché et des titres subsidiaires à la mort de son père.
- 9 octobre 1935 - 25 août 1942 : Son Altesse Royale le prince Edward de Kent (naissance) ;
- depuis le 25 août 1942 : Son Altesse Royale le duc de Kent.

## Distinctions
- Ordre de la Jarretière (KG) en 1985

## Franc-maçonnerie
Le duc de Kent est Grand Maître de la Grande Loge unie d'Angleterre depuis 1968.